# Casa Heribert Pons
La Casa Heribert Pons es obra del arquitecto Alexandre Soler i March . Fue la sede de la consejería de economía y finanzas de la Generalidad de Cataluña que escogió personalmente Ramon Trias i Fargas. Está situado en la Rambla de Cataluña 19-21 en Barcelona . Es un edificio residencial construido entre 1907 -1909 en estilo modernista . Su promotor fue el manresano Heribert Pons Arola. Durante la década de 1930 sufrió una remodelación para convertirlo en un edificio de oficinas. Sin embargo conservó su vestíbulo y la fachada modernista, una obra muy influida por el estilo Sezession de Viena . Sus esculturas en los balcones son de Eusebi Arnau , contienen alegorías en la Pintura, la Música, la Literatura y la Escultura. Es una obra protegida como Bien Cultural de Interés Local